# Église Saint-Géraud de Lempdes-sur-Allagnon
L'église Saint-Géraud est un édifice situé à Lempdes-sur-Allagnon, en France.

## Localisation
L'église est située sur le territoire de la commune de Lempdes-sur-Allagnon, dans le département de la Haute-Loire, en région Auvergne-Rhône-Alpes.

## Description
L'église présente deux travées voûtées d'arêtes et une troisième sous coupole à trompes, une abside hémicirculaire voûtée en cul-de-four avec une gloire du XVIIIe siècle, des chapelles formant transept. Un grand arc orné de peintures ouvre sur la tribune. Des fonts baptismaux ont été rajoutés au XIXe siècle.

## Historique
En 1078, l'église fut construite par l’abbaye clunisienne de Sauxilanges, puis elle lui est concédée. De l'église médiévale ne subsistent que la structure et certains chapiteaux. L'abside et le transept sont de la fin du XIe – XIIe siècle. La première travée peut être datée du XVIe siècle. L'état originel de l'édifice est maintenu jusqu'en 1833. Vers 1835, le pignon est démoli avec son campanile pour être remplacé par le clocher actuel.
En 1880, à la suite de l’instauration définitive de la IIIe République, est inscrit face à l’entrée sous le clocher : « Liberté-Egalité-Fraternité. République Française. Propriété communale ». Elle est effacées en 1940 sur ordre du gouvernement de Vichy. La devise est réinscrite en 1945. Cette inscription est très rare sur une église.
L'église est inscrite  au titre des monuments historiques par arrêté du 2 mai 1956.

## Galerie

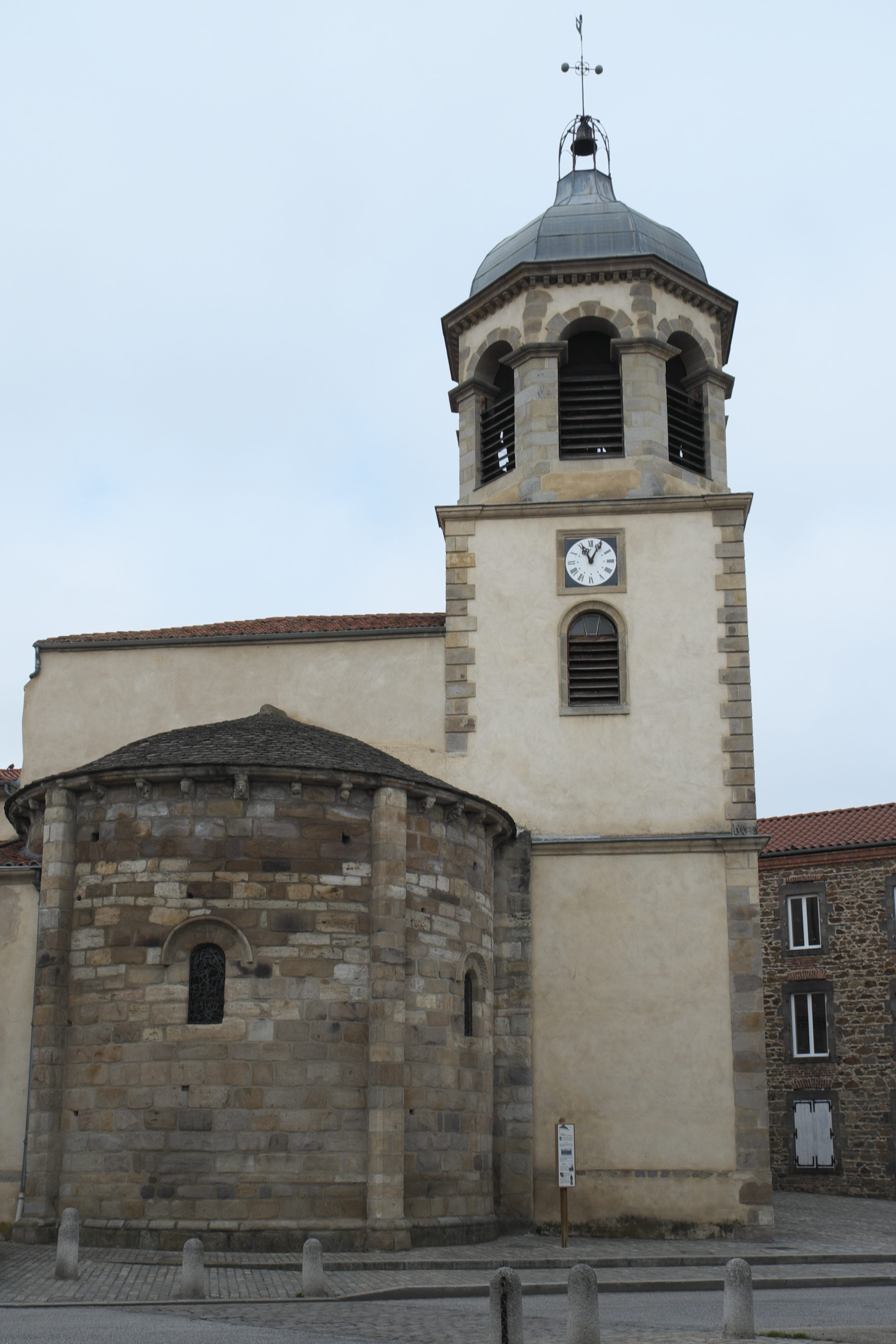
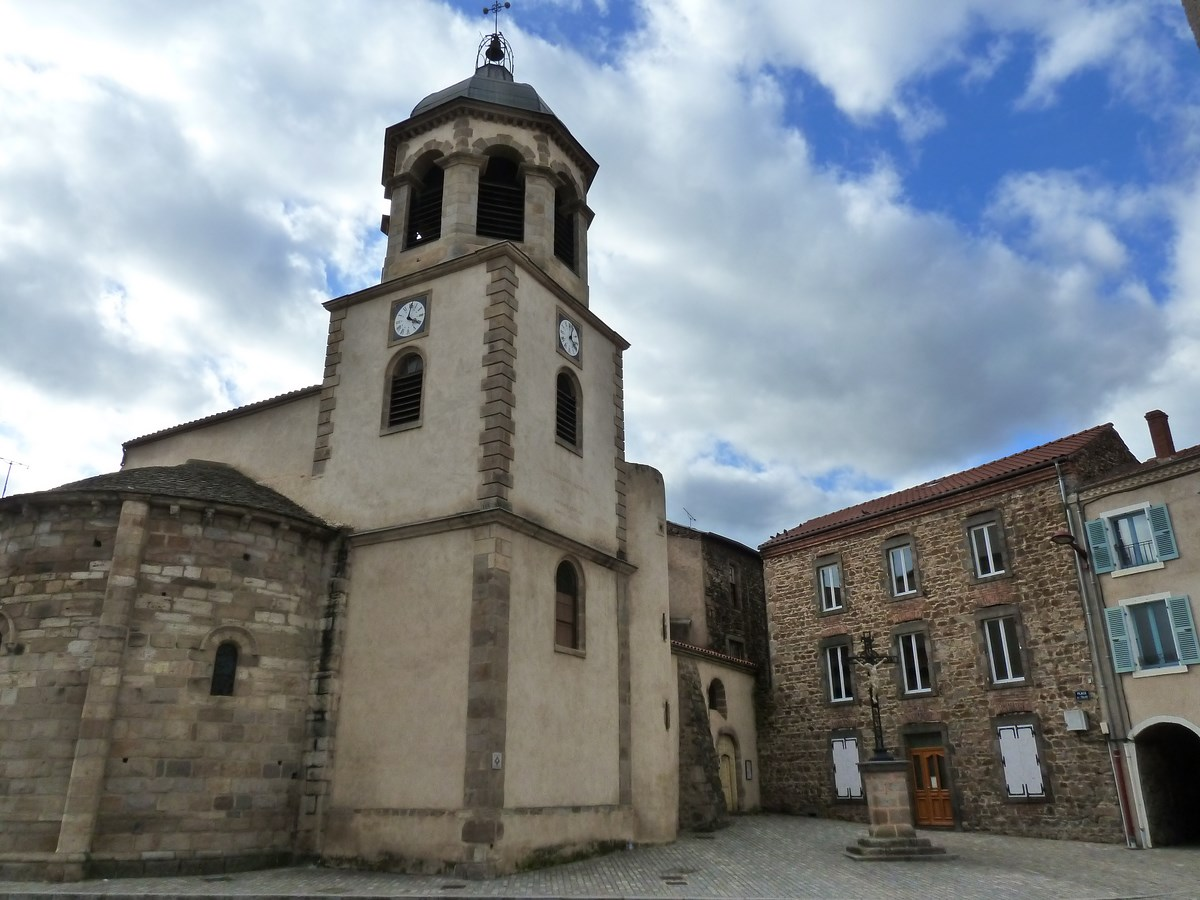
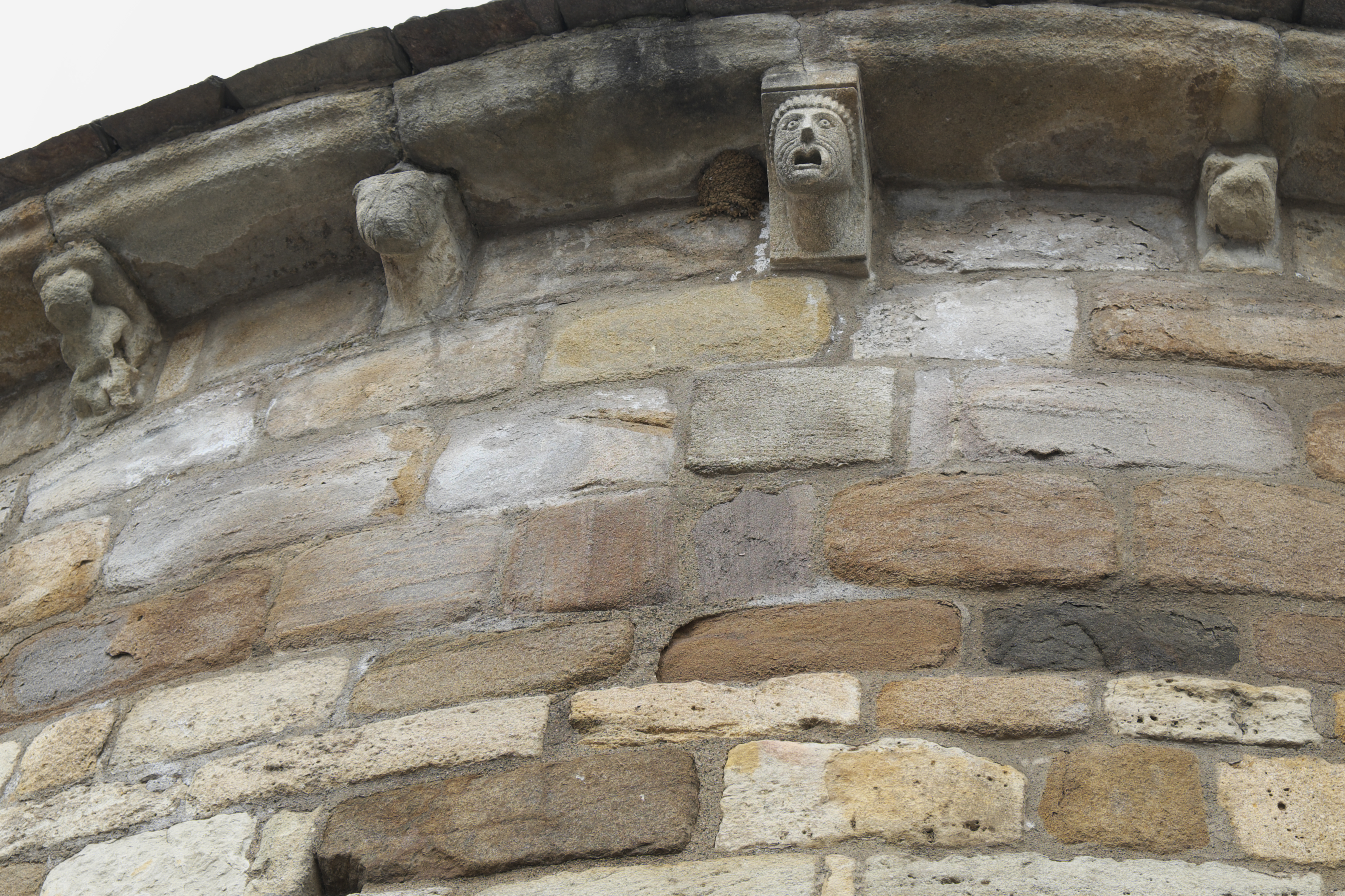
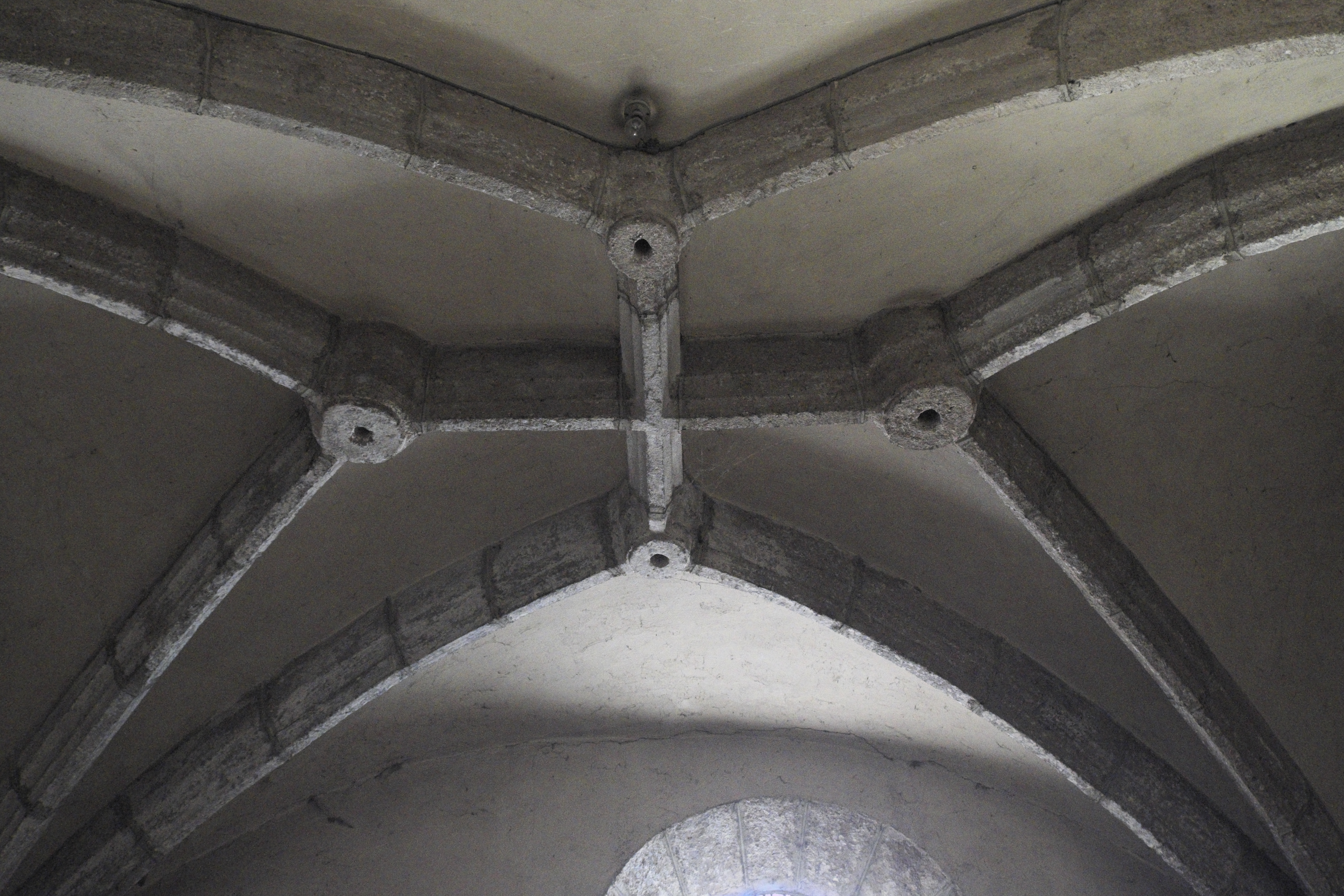
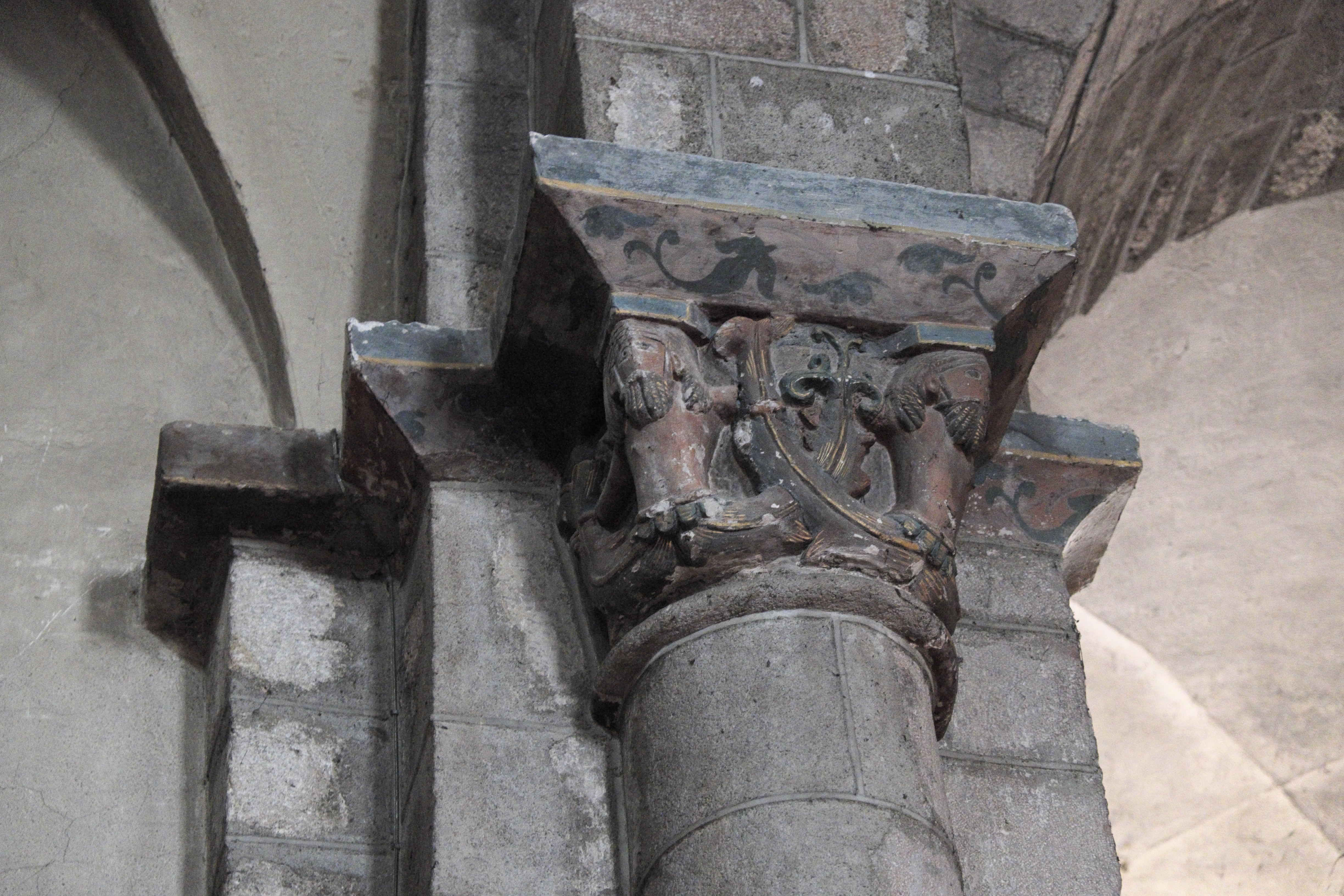
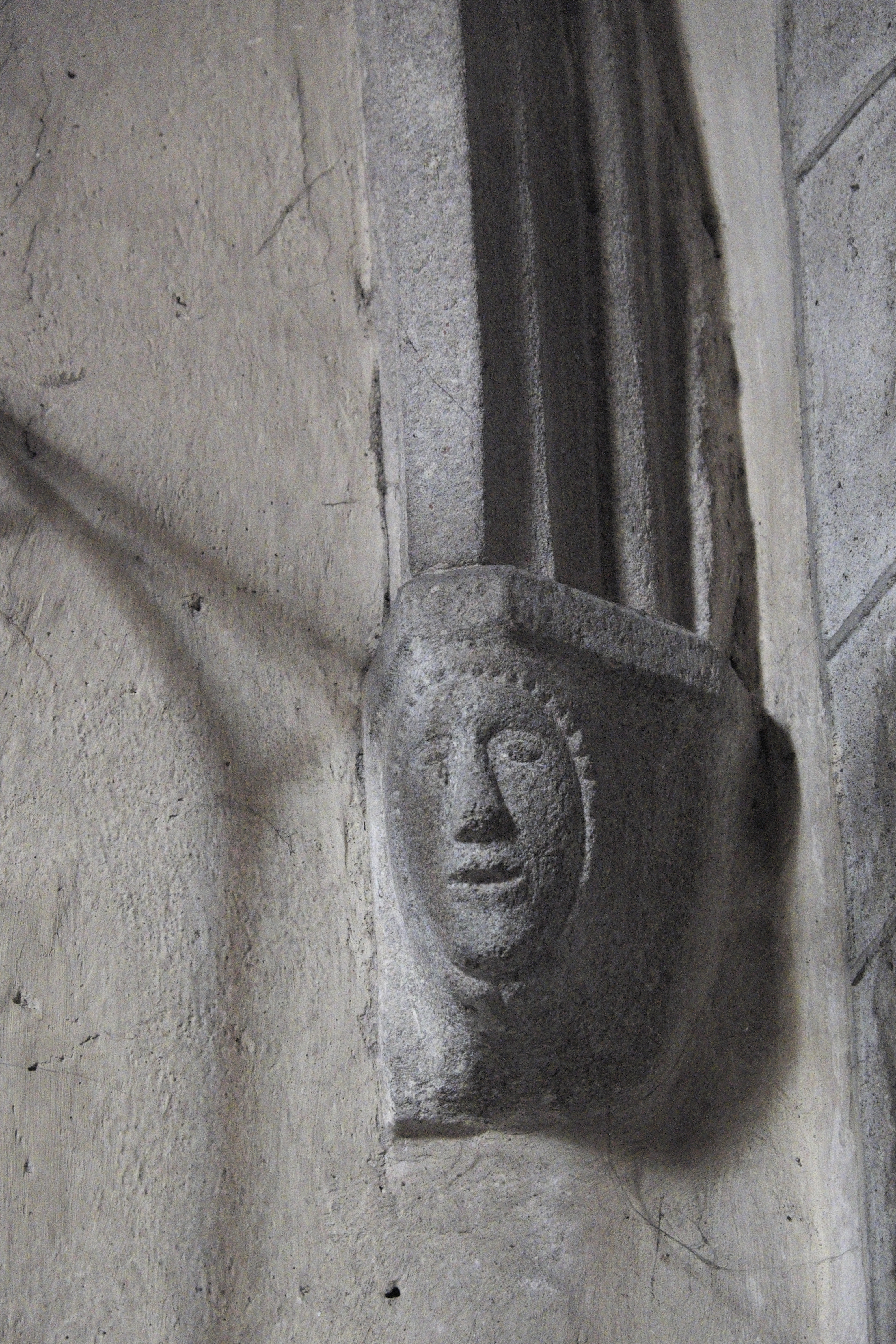